# In a Silent Way
In a Silent Way – album nagrany przez Milesa Davisa 18 lutego 1969 r.

## Historia nagrania i charakter albumu

### Oryginalne wydanie
Miles był świeżo po wydaniu dwu albumów w 1968 r.: Miles in the Sky i Filles de Kilimanjaro. Obie te płyty stanowiły zapowiedź czegoś nowego. Mimo odczucia nowości, zwłaszcza w sferze brzmienia, sama forma tych albumów była jeszcze tradycyjna.
In a Silent Way był już oddzielony od poprzedników grubą linią między innymi dzięki długim formom kompozycji także w kształcie sonaty. Właściwie do tej pory utwór jazzowy był zbliżony do formy piosenki. Davis zrywa ostatecznie ten związek. Jednak najważniejszym elementem, wręcz odkryciem tych sesji, jest kreatywna praca w studiu, która została utożsamiona z artyzmem. Nagrany materiał zaczął być właściwie surowcem dla działań producenta, który tym samym stał się artystą; łączącym, dzielącym, montującym, skracającym itd.
Sam tytuł albumu sugerował, że muzyka była o spokoju i ciszy. Wydaje się to być paradoksem, ale sztuka Davisa z takich paradoksów właśnie się składała. Porównanie tego albumu z następnym, czyli z Bitches Brew pozwala łatwiej zauważyć spokój i ciszę tej płyty.
Po raz pierwszy pojawia się u Davisa brytyjski gitarzysta John McLaughlin, który niedawno zadebiutował znakomitym albumem Extrapolation. Po nagraniu In a Silent Way Tony Williams ściągnął go do USA do swojej grupy Tony Williams Lifetime.
- Na liście najlepszych albumów jazzowych Piera Scaruffiego, autora A History of Jazz Music album ten zajął 5. miejsce na liście albumów 1969 roku. W najlepszych albumach dekady lat 60. – na miejscu 20. (na 70 pozycji).
- W zestawieniu Top Ten Reviews album zajął 5. miejsce (na 3123) za rok 1969, miejsce 17. (na 5308 albumów) za lata 60. XX wieku, i miejsce 128. (na 455 795 albumów) w ogóle.

## Muzycy
- Miles Davis – trąbka
- Wayne Shorter – saksofon sopranowy
- Chick Corea – pianino elektroniczne
- Herbie Hancock – pianino elektroniczne
- Joe Zawinul – organy
- John McLaughlin – gitara
- Dave Holland – gitara basowa
- Tony Williams – perkusja

## Lista utworów

### „Shhh/Peaceful”
| 1. | „Shhh”     | 6:14  |
|    |            |       |
| 2. | „Peaceful” | 5:42  |
|    |            |       |
| 3. | „Shhh”     | 6:20  |
|    |            |       |
|    |            | 18:16 |
|    |            |       |

### „In a Silent Way/It's About That Time”
| 1. | „In a Silent Way”      | 4:11  |
|    |                        |       |
| 2. | „It's About That Time” | 11:27 |
|    |                        |       |
| 3. | „In a Silent Way”      | 4:14  |
|    |                        |       |
|    |                        | 19:52 |
|    |                        |       |

## Opis płyty

### Płyta analogowa (winylowa)
- Producent – Teo Macero
- Inżynier dźwięku – Stan Tonkel
- Remiks i montaż – Russ Payne
- Studio – Columbia Studio B, Nowy Jork
- Data nagrania – 18 lutego 1969
- Czas albumu – 38 min. 8 sek.
- Wydany – sierpień 1969
- Firma nagraniowa – Columbia
- Fotografia – Lee Friedlander
- Numer katalogowy – CS 9875

### Wznowienie na CD
- Producenci – Bob Beleden i Michael Cuscuna
- Dyrektor projektu – Seth Rothstein
- Remiks, 24-bitowy mastering – Mark Wilder
- Studio – Sony Music Studios, Nowy Jork
- Legacy A & R – Steve Berkowitz
- Koordynator A & R – Darrien Salmieri
- Kierownictwo artystyczne – Howard Fritzson
- Projekt – Randall Martin
- Fotografie w tekście i z tyłu okładki – ©Wal Wilmer
- Firma nagraniowa – Columbia/Legacy
- Numer katalogowy – CK 86556